# 新伊比利亚 (路易斯安那州)
新伊比利亚（New Iberia, Louisiana），美国路易斯安那州伊比利亚县县治，位于拉法叶西南48公里。2000年美国人口普查数据为32,623人口。
当年西班牙殖民者以他们的故乡伊比利亚半岛的名字来命名这个城镇。

## 友好城市
- 法國 圣让当热利